# هانتلی گوردن
هانتلی گوردن (انگلیسی: Huntley Gordon؛ ‏ ۸ اکتبر ۱۸۸۷ – ۷ دسامبر ۱۹۵۶) بازیگر اهل کانادا بود.

## گزیدهٔ فیلم‌شناسی
- اسرار (۱۹۳۳)
- جمع اضداد محال است (۱۹۲۵)
- شراب (۱۹۲۴)
- ورای رنگین‌کمان (۱۹۲۲)